# Дмитриевский сельсовет (Мазановский район)
Дми́триевский сельсове́т — сельское поселение в Мазановском районе Амурской области.
Административный центр — село Дмитриевка.

## История
3 декабря 2004 года в соответствии с Законом Амурской области № 384-ОЗмуниципальное образование наделено статусом сельского поселения.
Законом Амурской области от 7 мая 2015 года № 539-ОЗ,
Дмитриевский и Маргаритовский сельсоветы объединены в Дмитриевский сельсовет.

## Население
| 2002 | 2010 | 2011 | 2012 | 2013 | 2014 | 2015 |
| ---- | ---- | ---- | ---- | ---- | ---- | ---- |
| 664  | ↘550 | ↘547 | ↘530 | ↘506 | ↘499 | ↘491 |
| 2016 | 2017 | 2018 | 2021 |      |      |      |
| ↗829 | ↘806 | ↘787 | ↘493 |      |      |      |

## Состав сельского поселения
| № | Населённый пункт | Тип населённого пункта       | Население |
| - | ---------------- | ---------------------------- | --------- |
| 1 | Бичура           | село                         | ↗134      |
| 2 | Дмитриевка       | село, административный центр | ↘168      |
| 3 | Каничи           | село                         | →58       |
| 4 | Маргаритовка     | село                         | ↘329      |
| 5 | Паутовка         | село                         | ↘98       |